# Zygostates ligulata
Zygostates ligulata là một loài thực vật có hoa trong họ Lan. Loài này được Toscano & Werkh. miêu tả khoa học đầu tiên năm 1998.